# Балашешты (Сынжерейский район)
Балашешты (рум. Bălășești, Бэлэшешть) — село в Сынжерейском районе Молдавии. Является административным центром коммуны Балашешты, включающей также село Словянка.

## География
Село расположено на высоте 127 метров над уровнем моря.

## Население
По данным переписи населения 2004 года, в селе Бэлэшешть проживает 1737 человек (868 мужчин, 869 женщин).
Этнический состав села:
| Национальность | Число жителей | Процентный состав |
| -------------- | ------------- | ----------------- |
| молдаване      | 1692          | 97,41             |
| румыны         | 38            | 2,19              |
| украинцы       | 4             | 0,23              |
| русские        | 1             | 0,06              |
| гагаузы        | 1             | 0,06              |
| прочие         | 1             | 0,06              |
| Всего          | 1737          | 100 %             |